# IC 983
IC 983 ist eine Balken-Spiralgalaxie vom Hubble-Typ SB(r)bc im Sternbild Bärenhüter am Nordsternhimmel. Sie ist schätzungsweise 244 Millionen Lichtjahre von der Milchstraße entfernt. Gemeinsam mit IC 982 bildet sie das Galaxienpaar Arp 117. Halton Arp gliederte seinen Katalog ungewöhnlicher Galaxien nach rein morphologischen Kriterien in Gruppen. Diese Galaxie gehört zu der Klasse Elliptischer Galaxien nahe bei Spiralgalaxien und diese störend (Arp-Katalog).
Das Objekt wurde am 27. Mai 1891 vom französischen Astronomen Stéphane Javelle entdeckt.